# سوبارو ۱۵۰۰
سوبارو ۱۵۰۰ (Subaru ۱۵۰۰) خودرویی است که در سال‌های ۱۹۵۴تولید شده‌است. طراحی آن خودروهای موتور جلو-محور عقب بوده طول آن در حالت طبیعی ۴٬۲۳۵ میلیمتر (۱۶۶٫۷ اینچ)، عرض آن در حالت طبیعی ۱٬۶۷۰ میلیمتر (۶۵٫۷ اینچ)، ارتفاع آن در حالت طبیعی ۱٬۵۲۰ میلیمتر (۵۹٫۸ اینچ) و وزن آن در حالت طبیعی ۱٬۲۳۰ کیلوگرم (۲٬۷۱۰ پوند) است. 